# تهوع و استفراغ بعد از بیهوشی

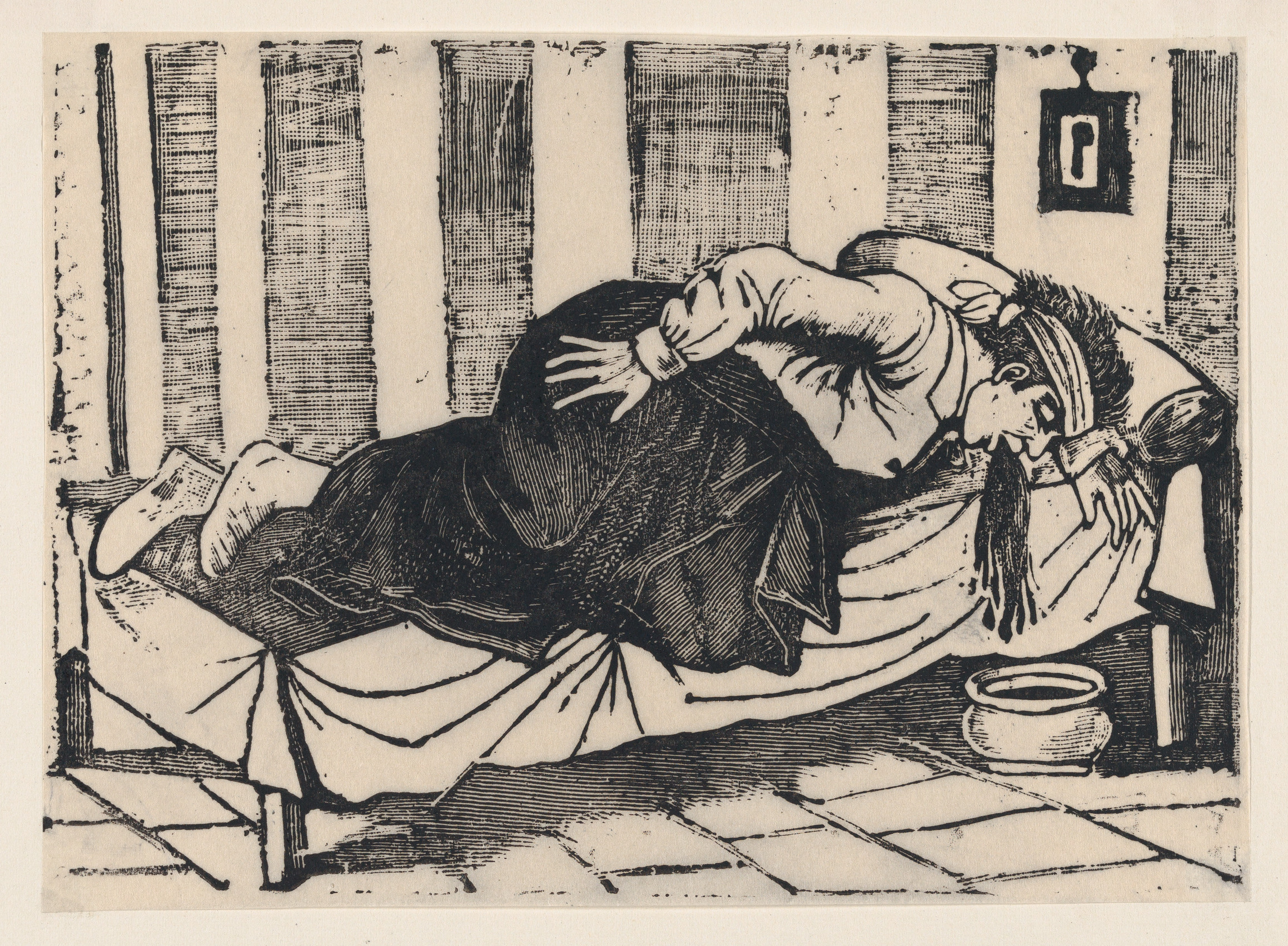
مرد بیمار پس از مداخله پزشکی استفراغ می‌کند

تهوع و استفراغ بعد از عمل (یا به اختصار PONV) یکی از عوامل ناخوشایندی است که معمولاً در یک سوم از جمعیتی که تحت بیهوشی عمومی قرار می‌گیرند اتفاق می‌افتد.

## علل
داروهایی که اغلب در حین بیهوشی استفاده می‌شود مانند دی نیتروژن مونوکسید، نئوستیگمین، مخدرها باعث بروز تهوع و استفراغ می‌شوند. از بین بیهوش کننده‌ها پروپوفول کمترین تهوع و استفراغ را ایجاد می‌کند.
شیوع تهوع و استفراغ بعد از بیهوشی به عوامل مختلفی از جمله نوع بیهوشی، مدت عمل جراحی، جنسیت و نوع عمل جراحی بستگی دارد. به عنوان مثال در عمل جراحی اصلاح انحراف چشم یا عمل جراحی گوش میانی میزان بیشتری تهوع و استفراغ بروز می‌کند. بیماران مؤنث یا بیمارانی که سابقه تهوع و استفراغ داشتند ریسک بیشتری برای این عارضه دارند.
بیمارانی که سابقه مصرف سیگار دارند میزان کمتری به این عارضه دچار می‌شوند. همچنین چاقی، سن کمتر از ۱۶ سال، بیماری حرکت و میزان بالای اضطراب قبل از عمل از عوامل تشدیدکننده تهوع و استفراغ هستند.

## درمان
از آنجا که در حال حاضر هیچ‌کدام از داروهای ضد تهوع و استفراغ به تنهایی مؤثر نیستند و کنترل موفق این عارضه معمولاً دشوار است، کارشناسان توصیه می‌کنند که از چند روش به صورت همزمان استفاده شود. روش بیهوشی باید به نحوی باشد که که از این عارضه جلوگیری کند، به عنوان مثال می‌توان از بی‌حسی منطقه‌ای استفاده کرد یا از داروهایی استفاده کرد که موجب تحریک تهوع و استفراغ نشود.
داروهایی که برای جلوگیری از این عارضه مصرف می‌شوند بر اساس دو عامل هزینه و اثرات جانبی محدود می‌شوند. برای آن دسته از بیمارانی که ریسک فاکتورهای این عارضه را دارند بهتر است از داروها، برای پیشگیری استفاده شود اما برای آن دسته از بیمارانی که هیچ ریسک فاکتوری ندارند می‌توان صبر کرد و دارویی استفاده نکرد مگر اینکه بیمار دچار تهوع و استفراغ بعد از بیهوشی شود.
مطالعات نشان داده داروهایی از قبیل دروپردیول، متوکلوپرامید، اندانسترون، تروپیسترون، دلاسترون، دگزامتازون، سیکلیزین و گرانیسترون جهت جلوگیری از تهوع و استفراغ بعد از بیهوشی مناسب است. دو داروی گرانیسترون و دگزامتازون به دلیل عوارض بالا توصیه نمی‌شود.

## شیوع
به‌طور متوسط میران تهوع و استفراغ بعد از عمل جراحی بین ۲۵ تا ۳۰ درصد است. این عارضه می‌تواند بیمار را به شدت پریشان کند و می‌تواند یکی از نگرانی‌های عمده بیمار باشد. این عارضه می‌تواند با عوارض عمده دیگری مانند آسپیراسیون ریوی محتویات معده در ارتباط باشد یا می‌تواند سبب به خطر افتادن نتیجهٔ مطلوب جراحی شود، مانند جراحی دهان و فک و صورت. همچنین این عارضه می‌تواند ترخیص بیمار از ریکاوری یا بیمارستان را به تأخیر بیندازد در نتیجه در حدود ۱درصد از بیماران نیاز است که شب قبل از عمل جراحی در بیمارستان بستری شوند تا داروهای ضد تهوع و استفراغ دریافت کنند.